# Cymatura mabokensis
Cymatura mabokensis är en skalbaggsart som beskrevs av Stefan von Breuning och Teocchi 1973. Cymatura mabokensis ingår i släktet Cymatura och familjen långhorningar.
Artens utbredningsområde är Gabon. Inga underarter finns listade i Catalogue of Life.